# Adolf Ulrik Schützercrantz
Adolf Ulrik Schützercrantz (25 de marzo de 1802-9 de octubre de 1854) fue un artista y oficial militar sueco. Sirvió en el segundo regimiento de salvavidas entre 1819 y 1851, y recibió la Orden de la Espada en 1839. Al mismo tiempo, se dedicó activamente como artista. Trabajó en diversas técnicas, produciendo vistas topográficas, escenas de la vida cotidiana, ilustraciones de trajes y uniformes militares y bocetos de viajes. Fue cofundador de la predecesora de la actual Asociación Sueca de Arte y durante un tiempo fue su secretario. También participó en la organización de lo que más tarde se convertiría en el museo Livrustkammaren.

## Antecedentes y carrera militar
El padre de Adolf Ulrik Schützercrantz era el contraalmirante Johan Herman Schützercrantz, quien en su juventud había luchado como voluntario en la marina francesa durante la Guerra de Independencia de los Estados Unidos; participó en la Batalla de la Bahía de Chesapeake y luego fue hecho prisionero por los británicos. El abuelo de Adolf Ulrik Herman Schützercrantz fue un destacado cirujano y miembro de la Real Academia de las Ciencias de Suecia. Era miembro de la nobleza sueca (friherre); la familia era originaria de Gdańsk.
Se inscribió en el ejército a la edad de diez años, y se convirtió en cadete en la Academia Militar Karlberg en 1816. Se graduó en 1819 y se convirtió en fänrik en el segundo regimiento de salvavidas el mismo año. Allí permanecería durante toda su vida, alcanzando el grado de mayor al retirarse del regimiento en 1851. Se le concedió la Orden de la Espada en 1839.
Murió en Estocolmo en 1854, de cólera.

## Carrera artística

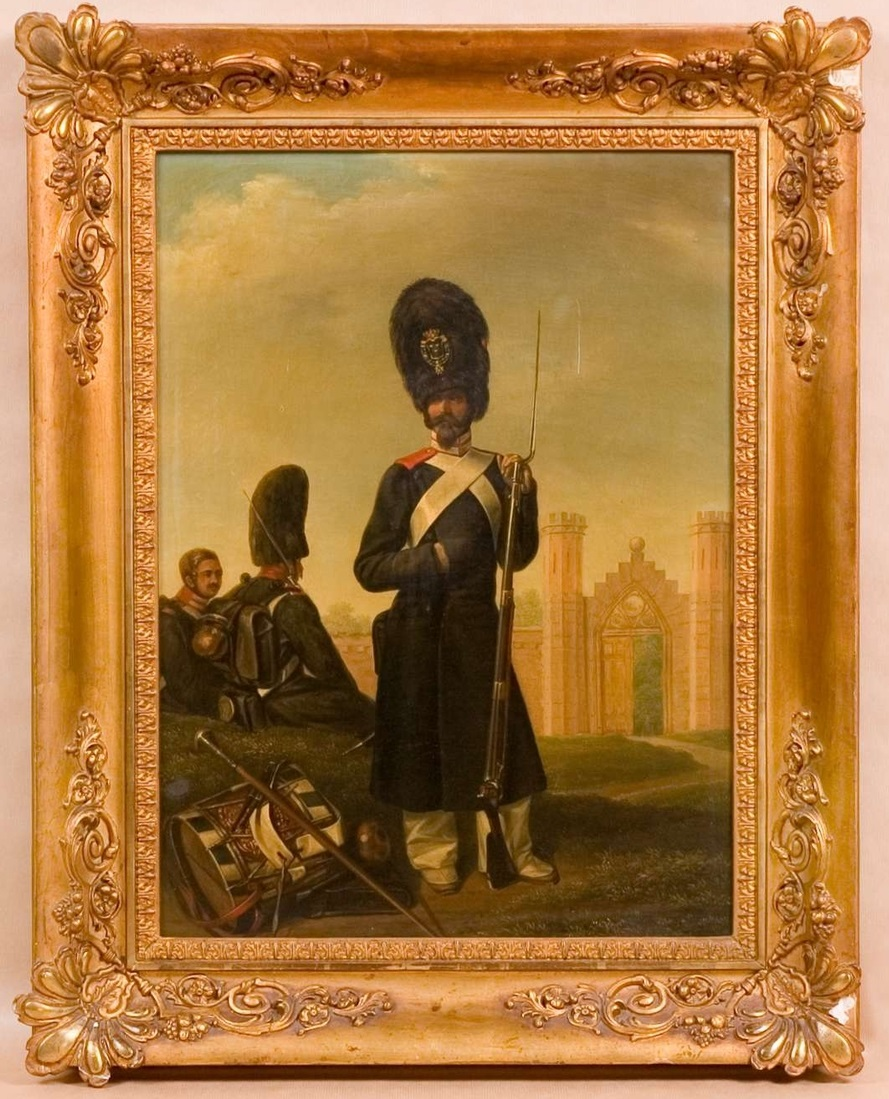
Pintura al óleo de Schützercrantz (På vakt vid Galärkyrkogården; «De guardia en Galärvarvskyrkogården»).

Paralelamente a su carrera militar, Schützercrantz también desarrolló sus intereses artísticos. Carecía de una educación formal en arte. En la Academia Militar le enseñaron parcialmente dibujo, en relación con estudios, por ejemplo, de cartografía y fortificación. Es posible que haya recibido tutoría privada de Johan Fredrik Julin. Sin embargo, parece haber sido principalmente un autodidacta.
Trabajó en varias técnicas, pero se hizo más reconocido por las reproducciones de sus obras en litografía. Normalmente, los temas de las obras de Schützercrantz son representaciones de la vida cotidiana, a veces cómicas (hasta cierto punto en el estilo de Thomas Rowlandson; escenas urbanas o paisajes en la tradición de Pehr Hilleström y Elias Martin; e ilustraciones de trajes y uniformes militares para publicaciones impresas.
Realizó varios viajes largos, durante los cuales realizó dibujos y acuarelas, y estuvo entre los primeros «artistas turísticos»de Suecia. En 1829 viajó por Suecia (a Dalarna y Norrland); en 1833 pasó a Sajonia y Prusia, y al año siguiente a Francia e Italia. Su viaje más largo, en 1838, lo llevó a través de España, Portugal y Malta hasta Grecia, el oeste de Turquía y Egipto. Fue uno de los primeros suecos desde Matthias Palbitzki (1623-1677) en traer dibujos y bocetos de Grecia y el Oriente Próximo a Suecia.
Participó por primera vez en 1826 en la exposición anual de la Real Academia Sueca de las Artes. En 1832 fue uno de los cofundadores de la predecesora de la actual Asociación de Arte de Suecia; se convirtió en secretario de la asociación en 1848. También ayudó a organizar lo que poco después se convertiría en el museo Livrustkammaren.